# Siegfried Lienhard
Siegfried Lienhard (* 29. August 1924 in St. Veit an der Glan; † 6. März 2011 in Stockholm) war ein österreichischer Indologe und Hochschullehrer.

## Leben und Wirken
Siegfried Lienhard studierte nach seiner Reifeprüfung (1942) am Realgymnasium in Klagenfurt Philosophie, Vergleichende Sprachwissenschaft und Indologie an den Universitäten Wien (1946–1949) und Paris (1950–1951). Im Jahre 1949 promovierte der an der Universität Wien im Fach Indologie. Von 1952 bis 1954 arbeitete er zunächst als wissenschaftliche Hilfskraft an der Universität Göttingen. Von 1955 bis 1957 war Lienhard als Lektor für Germanistik an der Universität Benares in Indien tätig, anschließend bis 1958 als wissenschaftlicher Assistent an der Universität Göttingen. Von 1958 bis 1960 hatte er einen Lehrauftrag für Indologie an der Universität Stockholm, wo er sich habilitierte und bis 1962 als Privatdozent lehre. Von 1962 bis 1967 hatte er die ordentliche Professur für Indologie an der Christian-Albrechts-Universität zu Kiel inne. 1967 wechselte er als Professor für Indologie und Sanskrit an die Universität Stockholm und lehre dort bis zum Eintritt in den Ruhestand 1990. Er beschäftigte sich u. a. intensiv mit der Sprache, Kultur und Literatur Nepals.
Im Jahre 1989 wurde Siegfried Lienhard ein Mitglied der Academia Europaea. Er war seit 1988 korrespondierendes Mitglied der Niedersächsischen Akademie der Wissenschaften zu Göttingen und der Österreichischen Akademie der Wissenschaften.

## Veröffentlichungen (Auswahl)
- (Übers.): Sarvepalli Radhakrishnan / Die Bhagavadgītā. Sanskrittext mit Einleitung und Kommentar. Löwith, Wiesbaden 1958.
- (Übers.): Kokkola / Ratirahasya. Die Geheimnisse der Liebeskunst. Decker, Stuttgart 1960.
- Tempusgebrauch und Aktionsartenbildung in der modernen Hindi (= Stockholm oriental studies, Bd. 1). Almquist & Wiksell, Stockholm 1961
- (Hrsg.): Maṇicūḍāvadānoddhṛta. A Buddhist re-birth story in the Nevarī language (= Stockholm oriental studies, Bd. 4).  Almquist & Wiksell, Stockholm 1963.
- (Hrsg.): Nevārīgītimañjarī. Religious and secular poetry of the Nevars of the Kathmandu valley (= Stockholm oriental studies, Bd. 10). Almquist & Wiksell International, Stockholm 1974.
- (Hrsg.): Carl Capeller / Kleine Schriften und Sanskrit-Gedichte (= Glasenapp-Stiftung, Bd. 14). Steiner, Wiesbaden 1977, ISBN 3-515-02701-7.
- Die Legende vom Prinzen Visvantara. Eine nepalesische Bilderrolle aus der Sammlung des Museums für Indische Kunst, Berlin (= Veröffentlichungen des Museums für indische Kunst, Bd. 5). Berlin 1980, ISBN 3-88609-005-1.
- A history of classical poetry. Sanskrit - Pāli - Prakrit (= A history of Indian literature, Bd. 3, Fasc. 1). Harrassowitz, Wiesbaden 1984, ISBN 3-447-02425-9.
- (Hrsg.): Songs of Nepal. An anthology of Nevar folksongs and hymns (= Asian studies at Hawaii, Bd. 30). University of Hawaiʻi Press, Honolulu 1984.
- Die Abenteuer des Kaufmanns Simhala. Eine nepalische Bilderrolle aus der Sammlung des Museums für Indische Kunst, Berlin (= Veröffentlichungen des Museums für indische Kunst, Bd. 7). Berlin 1985, ISBN 3-88609-004-3.
- Nepalese manuscripts. Bd. 1: Nevari und Sanskrit (= Verzeichnis der orientalischen Handschriften in Deutschland, Bd. 33,1). Steiner, Stuttgart 1988, ISBN 3-515-03041-7.
- Zur Frühgeschichte des Visnuismus in Nepal. Vandenhoeck & Ruprecht, Göttingen 1991.
- Indische Anthologie. Klassische Dichtung übertragen und interpretiert (= Documenta mundi. Indica, Bd. 1). Åström, Jonsered 1993, ISBN 91-7081-090-7.
- The divine play of Lord Krishna. A Krishnalīlā painting from Nepal; with thirty-one poems in Newari (= Nepalica, Bd. 9). VGH-Wiss.-Verl., Bonn 1995, ISBN 3-88280-052-6.
- Text-Bild-Modelle der klassischen indischen Dichtung. Vandenhoeck & Ruprecht, Göttingen 1996.
- (Hrsg.): Change and continuity. Studies in the Nepalese culture of the Kathmandu Valley (= Orientalia, Bd. 7). Edizioni dell'Orso, Alessandria 1996, ISBN 88-7694-221-1.
- Kanyākandukakrīḍā - Ballspiel junger Damen. Zur Entwicklung eines Motivs der klassischen Sanskrit-Dichtung. Vandenhoeck & Ruprecht, Göttingen 1999.
- Diamantmeister und Hausväter. Buddhistisches Gemeindeleben in Nepal (= Beiträge zur Kultur- und Geistesgeschichte Asiens, Bd. 29). Verlag der Österreichischen Akademie der Wissenschaften, Wien 1999, ISBN 3-7001-2791-X.
- Kleine Schriften. Hrsg. von Oskar von Hinüber (= Glasenapp-Stiftung, Bd. 44). Harrassowitz, Wiesbaden 2007, ISBN 978-3-447-05619-9.

Festschrift
- Mirja Juntunen (Hrsg.): Sauhṛdyamaṅgalam. Studies in honour of Siegfried Lienhard on his 70th birthday. Association of Oriental Studies, Stockholm 1995, ISBN 91-970854-4-8.